# 職員會所
職員會所（Staff club），是一個為特定團體或機構的職員提供休閒、社交及娛樂活動的場所。這類會所通常設有餐飲設施、健身房、會議室、休息區等，旨在促進職員之間的互動與合作，提升工作滿意度和團隊凝聚力。
不過，由於某些會所某些時段，設施使用率低，或許外界公眾有強烈要求，所以職員會所或者會開放予公眾使用，例如職員會所的餐廳。使用者不必出示公司職員工作証。

## 功能
職員會所的功能包括：
- 社交活動：舉辦各類社交活動，如聚餐、慶祝會等。
- 休閒設施：提供健身、娛樂等設施，讓職員在工作之餘放鬆心情。
- 專業發展：有時會舉辦培訓或講座，促進職員的專業成長

## 例子
- 港台飯堂
- 電視台飯堂
- 荔枝角懲教署職員會所中菜廳 [1]